# Aldo Nardin
Aldo Nardin (Gorizia, 17 novembre 1947 – Arezzo, 27 maggio 2020) è stato un calciatore e allenatore di calcio italiano, di ruolo portiere.

## Carriera

### Giocatore

#### Club

##### Gli inizi
La sua carriera da professionista inizia nella stagione 1967-1968, con la formazione principale dell'Arezzo, allora in Serie C: Nardin gioca 11 partite e la squadra si classifica al 4º posto nel proprio girone. L'anno successivo le sue presenze in campo sono solo 3 ma, sotto la guida di Omero Tognon, gli amaranto vincono il proprio girone e centrano la promozione in Serie B. È però l'annata successiva, 1969-1970, a dare a Nardin grande notorietà perché è l'unico tra i professionisti a mantenere inviolata la propria porta fino alla 7ª giornata; portiere titolare dell'Arezzo, colleziona 36 presenze e le società di Serie A cominciano a richiederlo.
Nonostante le richieste avanzate da varie società della massima serie, Nardin rimane all'Arezzo anche nel campionato 1970-1971 registrando altre 36 presenze, mentre la squadra si classifica con un soddisfacente 7º posto.

##### In Serie A
Il campionato 1971-1972 lo vede sui campi della Serie A, in forza al Varese: il suo esordio nella massima categoria avviene il 3 ottobre 1971 nella partita persa contro il Milan (0-1). Registra 18 presenze fra i pali, con la squadra lombarda che al termine della stagione retrocede in Serie B. Nardin rimane invece in Serie A perché si trasferisce Napoli, dove il portiere titolare è Pietro Carmignani: in tutto il campionato riesce a giocare pertanto un'unica partita, il pareggio in trasferta per 0-0 a Terni del 28 gennaio 1973 contro la Ternana.
L'anno successivo preferisce quindi passare a una squadra di Serie B, la stessa Ternana, nella quale ritrova il ruolo di titolare, disputando tutte le 38 presenze della stagione, con la quale raggiunge il terzo posto al termine del campionato 1973-1974 e quindi la promozione in Serie A. La stagione 1974-1975, dove di nuovo gioca tutte le 30 partite della stagione, si conclude con la nuova retrocessione in Serie B e per Nardin segna anche la conclusione della sua esperienza nella massima categoria, dove ha collezionato complessivamente 49 presenze.

##### Gli ultimi anni
299 sono le sue presenze totali nella serie cadetta, dove gioca ancora con la Ternana (1975-1976) e soprattutto con il Lecce (1976-1980), quindi con la Lazio (1980-1981) e il Foggia (1981-1982), per terminare l'attività nel 1982-1983, a 36 anni, con il Civitavecchia, in C2; qui, nella partita con l'Imperia, si toglie la soddisfazione di segnare la prima e unica rete di tutta la sua carriera con un rinvio da fondo campo che beffa il portiere avversario.

#### Nazionale
Il 21 aprile 1970, a Chiasso, Nardin debutta con la maglia azzurra dell'Under-21 nell'amichevole Svizzera-Italia (1-3).
Viene convocato anche per un'altra amichevole, questa volta con l'Under-23: Italia-Bulgaria (a Bergamo, il 7 aprile 1971), terminata a reti inviolate.

### Allenatore
Cessata l'attività agonistica, Nardin rimane nell'ambiente calcistico come tecnico, allenando prima il Sansepolcro e poi la squadra toscana del Foiano, dedicandosi infine specificatamente alla preparazione specifica dei portieri.

## Palmarès

### Giocatore
- Campionato italiano Serie C: 1

Arezzo: 1968-1969 (girone B)